# Vera Soukhova
Vera Soukhova (en russe : Вера Сухова), née le 9 juillet 1963, est une coureuse de fond russe spécialisée en marathon et en course en montagne. Elle est championne de Russie de course en montagne 2006 et a remporté Sierre-Zinal en 1999.

## Biographie
Commençant la compétition sous l'ère soviétique, Vera se spécialise en marathon et s'impose notamment au marathon de Belaïa Tserkov 1988 en 2 h 30 min 9 s.
Après la dislocation de l'URSS, elle peine à vivre de son sport et rejoint un groupe de coureurs mené par Ludmilla Smirnova qui sillone l'Europe afin d'essayer de vivre avec les primes de victoires. Elle remporte notamment le semi-marathon Marvejols-Mende en 1993. Elle se rend également en Amérique du Nord et remporte le marathon de Montréal en 1994, en signant un nouveau record du parcours en 2 h 38 min 59 s.
À la suite des succès en course en montagne de sa compatriote Svetlana Netchaeva, elle s'y essaie également en 1999 et décroche une encourageante troisième place à Thyon-Dixence devant Svetlana. Une semaine plus tard pour sa première participation à Sierre-Zinal, elle fait partie des favorites et domine la course du début à la fin, remportant la victoire à près de six minutes devant sa compatriote,.
Elle s'essaie par la suite au skyrunning avec succès. Le 12 juin 2005, elle effectue une excellente course lors de la SkyRace Valmalenco-Valposchiavo. Au coude-à-coude avec Emanuela Brizio, elle cède cependant la victoire pour trente secondes. Elle s'impose ensuite au Giir di Mont en établissant un nouveau record du parcours, qu'elle améliore l'année suivante.
Le 20 mai 2006, elle prend part aux championnats de Russie de course en montagne sur le parcours montée et descente à Toksovo et remporte le titre. Le 9 juillet, elle parvient à battre Emanuela Brizio pour s'imposer à la Monte Rosa SkyRace.

## Palmarès

### Route
| Année | Compétition                   | Lieu      | Place | Épreuve          | Temps           |
| ----- | ----------------------------- | --------- | ----- | ---------------- | --------------- |
| 1988  | Marathon de Belaïa Tserkov    | Kiev      | 1re   | Marathon         | 2 h 30 min 9 s  |
| 1992  | Marathon d'Helsinki           | Helsinki  | 2e    | Marathon         | 2 h 44 min 41 s |
| 1993  | Marathon de Hambourg          | Hambourg  | 2e    | Marathon         | 2 h 34 min 59 s |
| 1993  | Semi-marathon Marvejols-Mende | Mende     | 1re   | Course populaire | 1 h 25 min 55 s |
| 1993  | Semi-marathon de Stockholm    | Stockholm | 3e    | Semi-marathon    | 1 h 14 min 12 s |
| 1993  | Course Morat-Fribourg         | Fribourg  | 5e    | Course populaire | 1 h 5 min 14 s  |
| 1994  | Semi-marathon Marvejols-Mende | Mende     | 2e    | Course populaire | 1 h 26 min 55 s |
| 1994  | Marathon de Montréal          | Montréal  | 1re   | Marathon         | 2 h 38 min 59 s |
| 1995  | Marathon de Montréal          | Montréal  | 3e    | Marathon         | 2 h 39 min 26 s |
| 1995  | Marathon de Lyon              | Lyon      | 3e    | Marathon         | 2 h 46 min 49 s |
| 1997  | Marathon de Bordeaux          | Bordeaux  | 4e    | Marathon         | 2 h 42 min 8 s  |
| 1997  | Marathon de Lausanne          | Lausanne  | 3e    | Marathon         | 2 h 50 min 30 s |
| 1998  | Marathon de Bordeaux          | Bordeaux  | 4e    | Marathon         | 2 h 42 min 8 s  |
| 2000  | Marathon d'Orléans            | Orléans   | 2e    | Marathon         | 2 h 51 min 47 s |
| 2001  | Marathon d'Albi               | Albi      | 1re   | Marathon         | 2 h 52 min 16 s |
| 2001  | Marathon d'Orléans            | Orléans   | 3e    | Marathon         | 2 h 54 min 5 s  |

### Course en montagne
| no  | féminin            | Course                                                            | Longueur | Départ           | Temps           |
| --- | ------------------ | ----------------------------------------------------------------- | -------- | ---------------- | --------------- |
| 46e | Médaille de bronze | Cross du Mont-Blanc                                               | 22 km    | 1er juillet 1999 | 2 h 10 min 44 s |
| 30e | Médaille de bronze | Thyon-Dixence                                                     | 16,35 km | 1er août 1999    | 1 h 26 min 38 s |
| 44e | Médaille d'or      | Sierre-Zinal                                                      | 31 km    | 8 août 1999      | 3 h 10 min 57 s |
| 24e | Médaille d'or      | Cross du Mont-Blanc                                               | 21 km    | 2 juillet 2000   | 2 h 4 min 53 s  |
| 33e | Médaille d'argent  | Thyon-Dixence                                                     | 16,35 km | 6 août 2000      | 1 h 29 min 51 s |
| 76e | Médaille de bronze | Sierre-Zinal                                                      | 31 km    | 13 août 2000     | 3 h 18 min 35 s |
|     | Médaille d'argent  | Ascension du Mont Faron                                           | 12,3 km  | 15 avril 2001    | 53 min 37 s     |
| 55e | Médaille de bronze | Thyon-Dixence                                                     | 16,35 km | 5 août 2001      | 1 h 30 min 33 s |
| 30e | Médaille d'or      | Montée des 4000 Marches                                           | 10,8 km  | 2 juin 2002      | 1 h 17 min 36 s |
| 31e | Médaille d'argent  | Thyon-Dixence                                                     | 16,35 km | 1er août 2004    | 1 h 28 min 2 s  |
| 62e | 6e                 | Challenge mondial de course en montagne longue distance           | 31 km    | 8 août 2004      | 3 h 16 min 30 s |
| 16e | Médaille d'or      | Le Bélier                                                         | 27 km    | 29 août 2004     | 2 h 11 min 36 s |
| 73e | Médaille d'argent  | SkyRace Valmalenco-Valposchiavo                                   | 31 km    | 12 juin 2005     | 3 h 21 min 2 s  |
| 39e | Médaille d'or      | Giir di Mont                                                      | 32 km    | 31 juillet 2005  | 4 h 9 min 3 s   |
| 72e | 6e                 | Sierre-Zinal                                                      | 31 km    | 14 août 2005     | 3 h 22 min 3 s  |
| 35e | Médaille d'argent  | Le Bélier                                                         | 27 km    | 2005             | 2 h 18 min 6 s  |
| 1re | Médaille d'or      | Championnats de Russie de course en montagne - montée et descente | 6,9 km   | 20 mai 2006      | 40 min 15 s     |
|     | Médaille d'or      | Monte Rosa SkyRace                                                | 28 km    | 9 juillet 2006   | 3 h 26 min 31 s |
| 34e | Médaille d'or      | Giir di Mont                                                      | 32 km    | 30 juillet 2006  | 4 h 8 min 6 s   |
| 46e | Médaille de bronze | Giir di Mont                                                      | 32 km    | 29 juillet 2007  | 4 h 8 min 15 s  |
| 19e | Médaille de bronze | Monte Rosa SkyRace                                                | ?        | 13 juillet 2008  | 2 h 50 min 40 s |
| 48e | Médaille de bronze | Giir di Mont                                                      | 32 km    | 27 juillet 2008  | 4 h 15 min 2 s  |
| 47e | Médaille de bronze | Course du Canigou                                                 | 34 km    | 2 août 2009      | 3 h 58 min 53 s |
| 55e | Médaille d'argent  | Course du Canigou                                                 | 34 km    | 1er août 2010    | 4 h 12 min 56 s |

## Records
| Épreuve       | Performance     | Date            | Lieu       |
| ------------- | --------------- | --------------- | ---------- |
| 10 kilomètres | 35 min 59 s     | 4 avril 1992    | Charleston |
| 15 kilomètres | 53 min 53 s     | 15 février 1992 | Tampa      |
| Semi-marathon | 1 h 14 min 19 s | 21 août 1993    | Stockholm  |
| Marathon      | 2 h 30 min 9 s  | 7 octobre 1988  | Kiev       |